# Sekulární institut
Sekulární institut (lat. Institutum saeculare) je v katolické církvi společnost zřízená nebo uznaná kompetentní církevní autoritou (Svatým stolcem nebo biskupem) jejíž členové (laici nebo klerikové) jsou zasvěcení Bohu podle evangelních rad (slibem chudoby, poslušnosti a čistoty), ale na rozdíl od řeholních institutů (řehole) nemají závazek společného života.
Patří mezi společnosti zasvěceného života. Jedná se o jednu z forem zasvěceného života definovanou Kodexem kanonického práva z roku 1983 v kánonech 710–730. Oficiální církevní schválení získaly sekulární instituty od papeže Pia XII. konstitucí Provida Mater Ecclesia z 2. 11. 1947.

## Charakter sekulárních institutů
Sekulární instituty (Sekulární společnosti) reprezentují novou a původní formu povolání v katolické církvi, která se liší od ostatních forem katolického řeholního života, protože její členové „zůstávají ve světě“, bez povinnosti žít společný život. Podle toho, zda byly zřízeny Svatým stolcem nebo místním biskupem, rozlišují se, stejně jako řeholní instituty, na:
- sekulární instituty papežského práva
- sekulární instituty diecézního práva.

## Typologie
Sekulární instituty se dělí na:
- laické (mužské nebo ženské)
- kněžské

Kněžské sekulární instituty sestávají z kněží, kteří se zavázali žít „ve světě“ (ne v řeholní komunitě společného života) a ztělesňují evangelium chudobou, čistotou a poslušností.
Laičtí členové zůstávají plným titulem v laickém stavu: jsou jen pokřtěni, ale „vnitřně“ zasvěceni Bohu prostřednictvím slibu evangelijních rad. Kněžští členové pomáhají ostatním kněžím skrze svědectví zasvěceného života.

## Některé sekulární instituty
- Caritas Christi
- Dílo blahoslavené Zdislavy (Zdislávky)
- Sekulární Institut Servitium Christi
- Schönstattské sestry Mariiny
- Sekulární institut Madonna della Strada